# 中华帚形蛤
中华帚形蛤（学名：Cardiomya sinica），是笋螂目杓蛤科帚形蛤属的一种。主要分布于中国大陆，常栖息在水深104米。